# Semjon Borissowitsch Kotscher
Semjon Borissowitsch Kotscher (russisch Семён Борисович Кочер; , engl. Transkription Semyon Kocher; * 4. Dezember 1951 in Mosdok, Nordossetische Autonome Sozialistische Sowjetrepublik) ist ein ehemaliger sowjetischer Leichtathlet, der sich auf den Sprint spezialisiert hat. 1971 und 1975 gewann er jeweils eine Medaille bei Halleneuropameisterschaften und feierte damit seine größten sportlichen Erfolge.

## Karriere
Erste internationale Erfahrungen sammelte Semjon Kotscher vermutlich im Jahr 1970, als er bei den Junioreneuropameisterschaften in Paris in 49,56 s den achten Platz im 400-Meter-Lauf belegte und mit der sowjetischen 4-mal-400-Meter-Staffel in 3:11,2 min die Goldmedaille gewann. Im Jahr darauf gewann er mit der Staffel bei den Halleneuropameisterschaften in Sofia in 3:11,9 min gemeinsam mit Alexander Brattschikow, Boris Sawtschuk und Jewgeni Borissenko die Silbermedaille hinter dem polnischen Team. Im August schied er bei den Europameisterschaften in Helsinki mit 46,90 s in der ersten Runde über 400 Meter aus und belegte mit der Staffel in 3:04,82 min den vierten Platz. 1973 gewann er bei der Sommer-Universiade in Moskau in 46,32 s die Silbermedaille über 400 Meter hinter dem Kubaner Alberto Juantorena und mit der Staffel wurde er im Finale disqualifiziert. Im Jahr darauf kam er mit der Staffel bei den Europameisterschaften in Rom im Finale nicht ins Ziel und 1975 gewann er bei den Halleneuropameisterschaften in Katowice in 49,33 s die Bronzemedaille hinter dem Westdeutschen Hermann Köhler und Josip Alebić aus Jugoslawien. Daraufhin trat er nicht mehr international in Erscheinung.
In den Jahren 1972 und 1974 wurde Kotscher sowjetischer Meister im 400-Meter-Lauf.